# Kurpark Bad Cannstatt

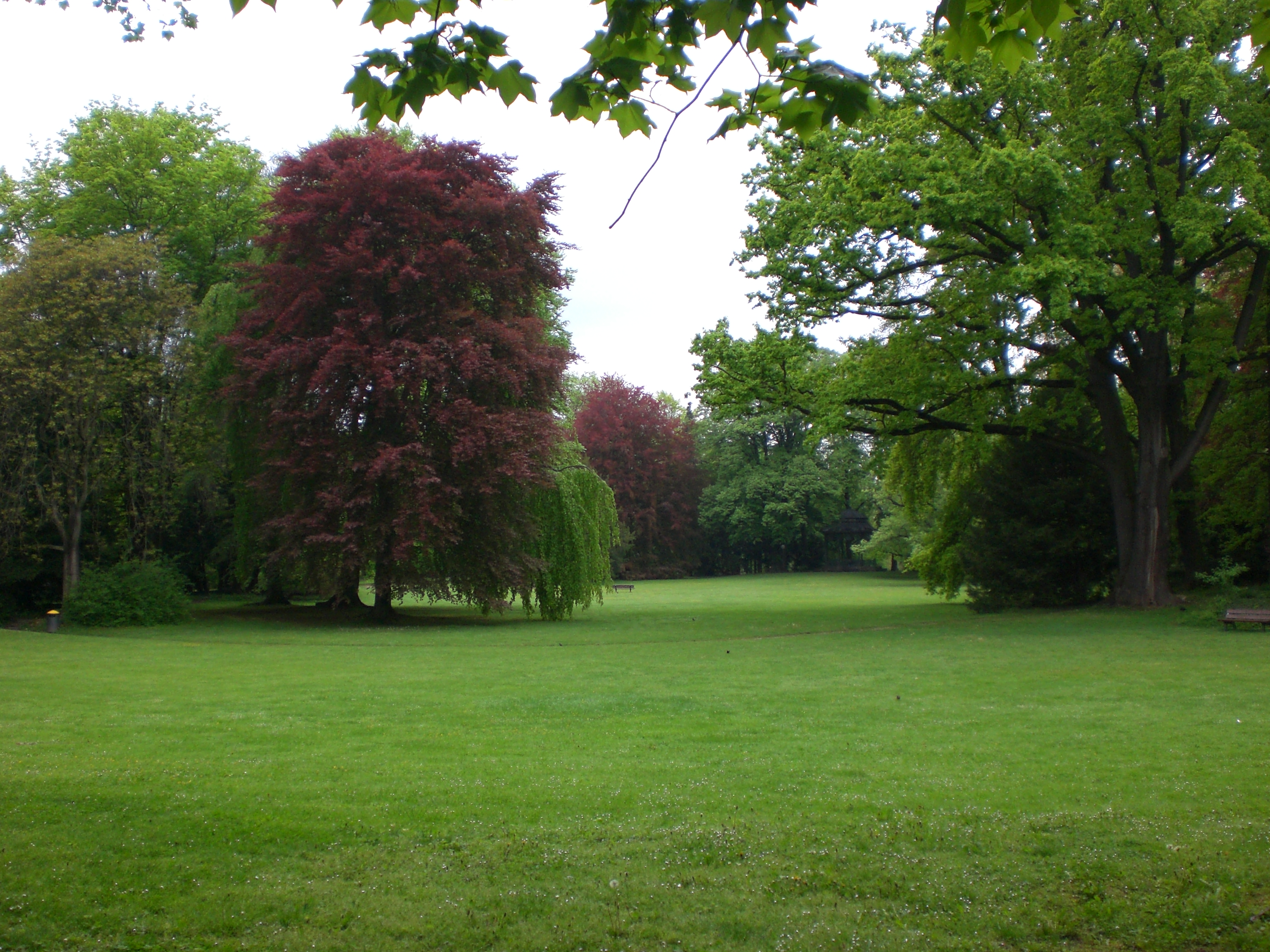
Wiese im Oberen Kurpark

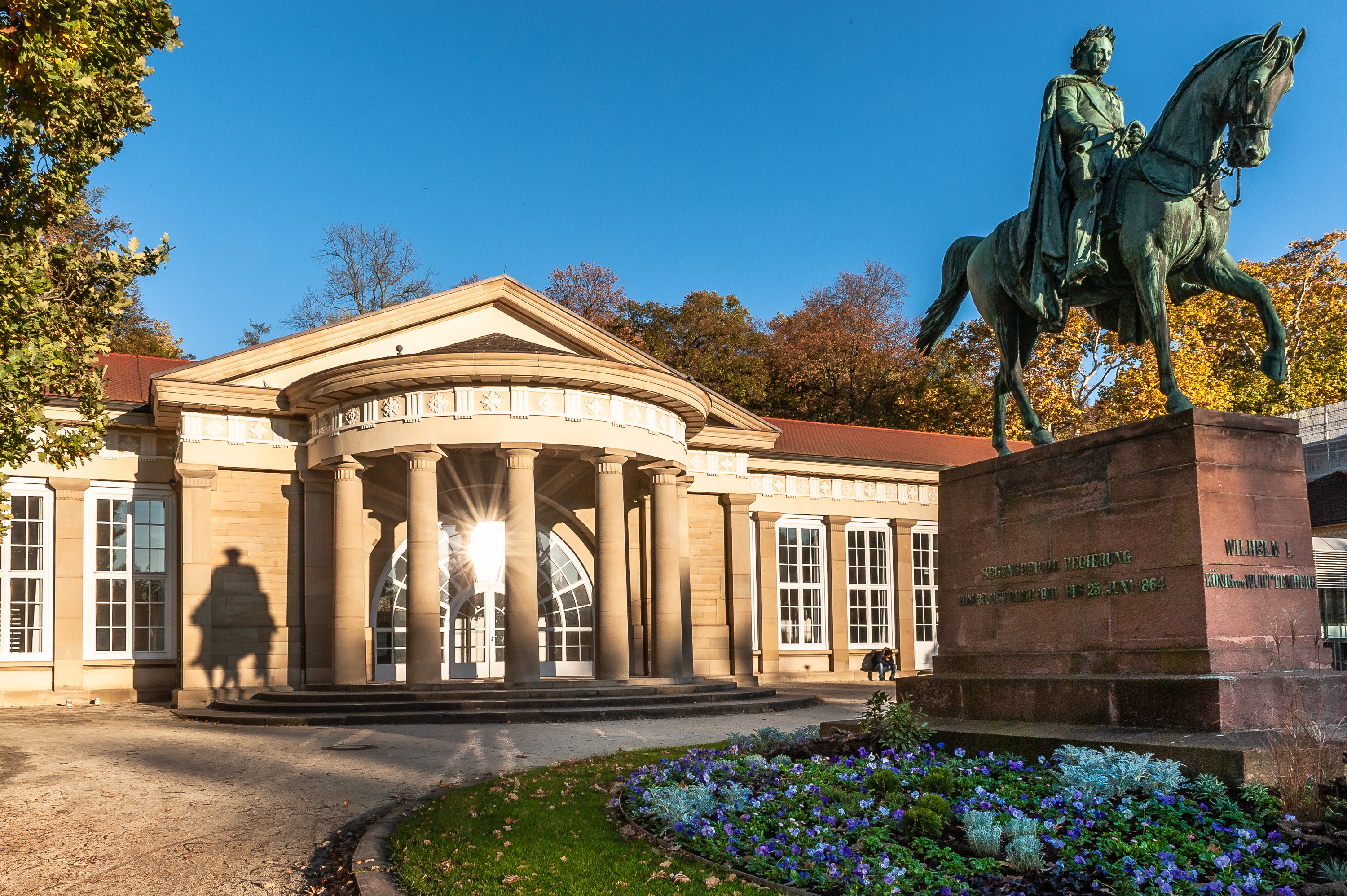
Großer Kursaal

Der Kurpark in Stuttgart-Bad Cannstatt wurde ab 1819 angelegt und ist heute etwa 15 ha groß.

## Beschreibung
Der Kurpark in Bad Cannstatt teilt sich heute in zwei Bereiche. Der Untere Kurpark ist eher geometrisch angelegt, die Achse, auf der sich heute eine große Liegewiese befindet, führt direkt auf den Kursaal zu. Im Unteren Kurpark befinden sich zwei Spielplätze, ein Basketballfeld, Brunnen und Wasserspiele. Der obere Kurpark, der mit dem Unteren durch einen Steilhang und den Daimlergarten verbunden ist, ist eher naturnah  mit geschwungenen Wegen gestaltet. Den Mittelpunkt bildet eine Liegewiese mit einem Pavillon. Von der Aussichtsplattform hat man einen Blick über ganz Stuttgart. Zwischen dem Oberen und dem Unteren Kurpark befindet sich der Kursaal mit dem dahinter liegenden Biergarten mit altem Musikpavillon und einer Minigolfanlage. Der Baumbestand im Kurpark ist zum Teil noch aus dem 19. Jahrhundert.

## Entwicklung
1819 wurde über der Wilhelmsquelle, die bis heute das Solebad Cannstatt speist, ein Pavillon mit einer Strohbedeckung errichtet. Als Verbindung zum Hotel Wilhelmsbad wurde 1821 eine doppelreihige Promenadenallee angelegt. Daraus entwickelte sich der heutige Untere Kurpark.  Damit war in Cannstatt der Anfang hin zu einem Kurbad gemacht, das in den 1870er Jahren seinen Höhepunkt hatte, aber erst 1933 zum Bad ernannt wurde, zu einer Zeit, als die Anzahl der Kurgäste verschwindend gering war. Ab 1825 entwarf Nikolaus von Thouret den Kursaal, der aber wegen fehlender Gelder erst 1835 fertiggestellt wurde. Da König Wilhelm I. die fehlenden Gelder beigesteuert hatte, errichtete Cannstatt ihm zu Ehren ein Reiterdenkmal, das zunächst auf dem Wilhelmsplatz in Cannstatt seinen Platz gefunden hatte, aber seit 1881 vor dem Kursaal steht. Nach dem Bau des Kursaals wurden der hinter dem Kursaal gelegene Steilhang und die darüber liegende Hochfläche zum heutigen Oberen Kurpark ausgebaut. Erst 1915 war der Kurpark fertig, zu einer Zeit, als das Kurgastaufkommen in Cannstatt bereits drastisch zurückgegangen war.
1915 prägten drei unterschiedliche Stilelemente den Kurpark:
- Die Allee im unteren Kurpark im klassizistischen Stil
- Der Obere Kurpark im an der Natur orientierten englischen Stil
- Einzelne Elemente im Unteren Kurpark im Jugendstil (Junobrunnen, ornamental-geometrische Blumenbeete, Laubengang)[3]

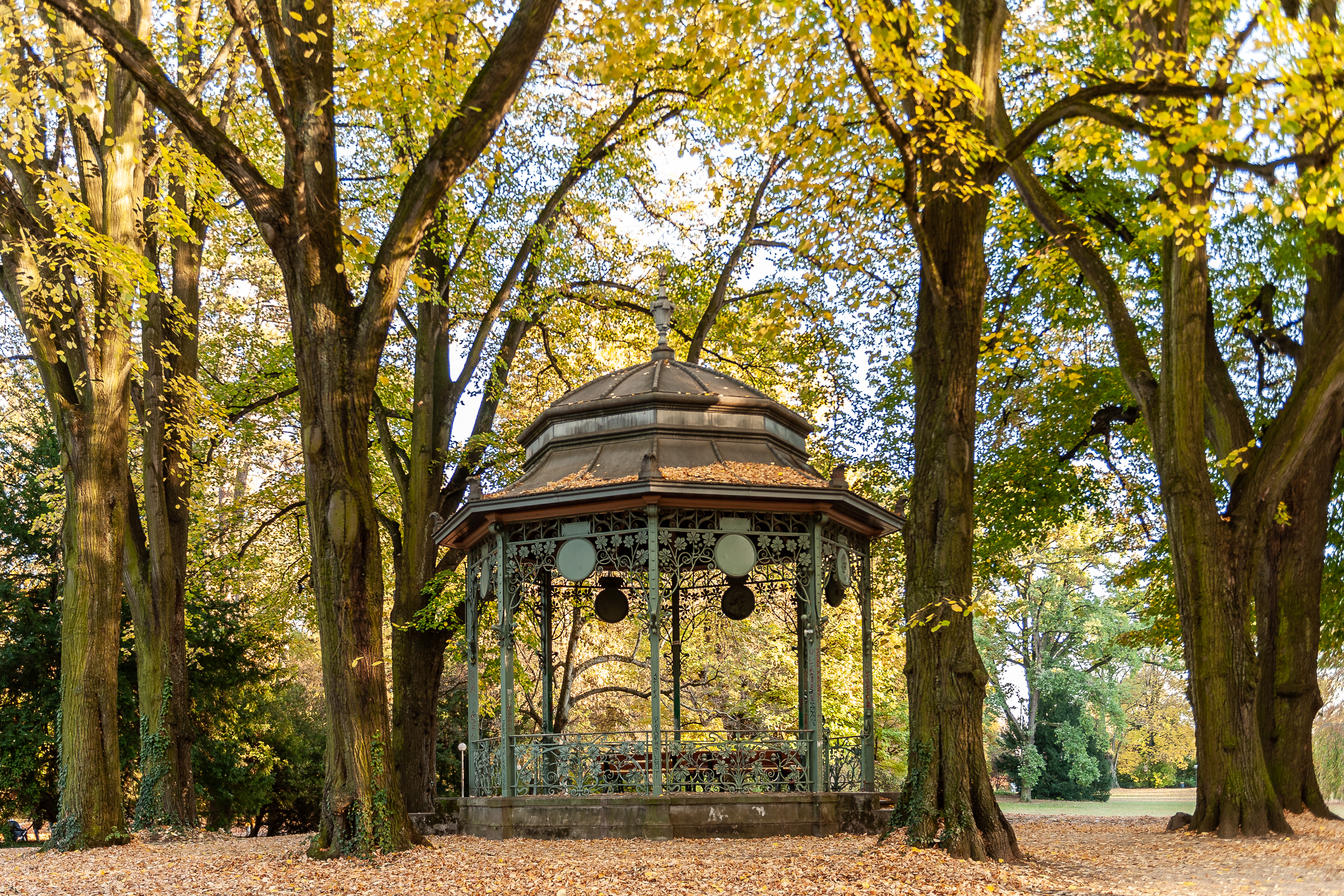
Oberer Kurpark mit Pagode

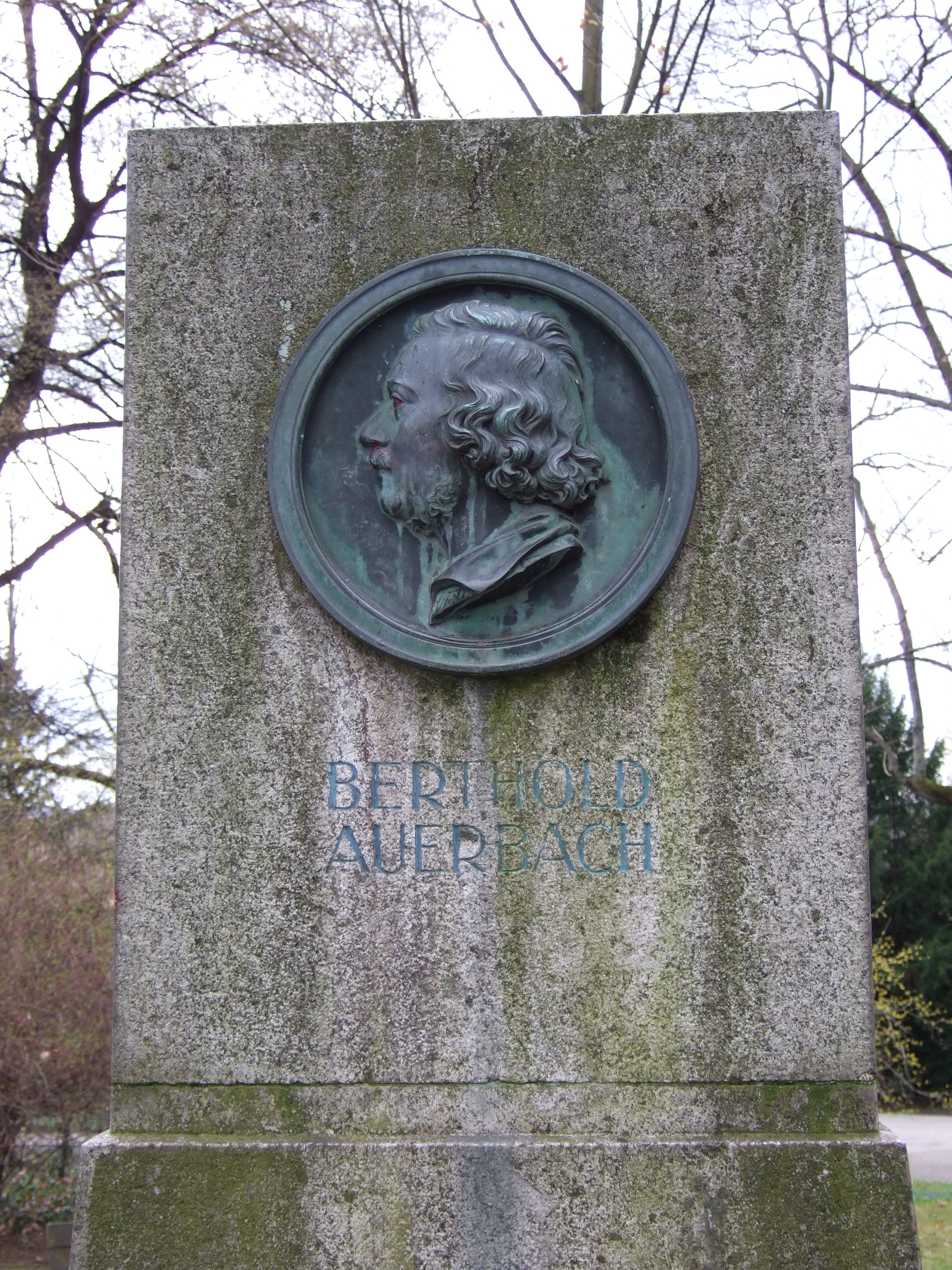
Berthold Auerbach

Zur Erinnerung an Berthold Auerbach (1812–1882), der sich oft in Cannstatt als Kurgast aufhielt, wurde eine Linde gepflanzt und 1909 ein Denkmal aufgestellt, das allerdings im Zweiten Weltkrieg zerstört wurde. Heute erinnert ein Marmormedaillon an ihn.
1907 wurde der Kursaal um den Kleinen Kursaal erweitert, in dem sich heute im Erdgeschoss eine Gaststätte befindet.

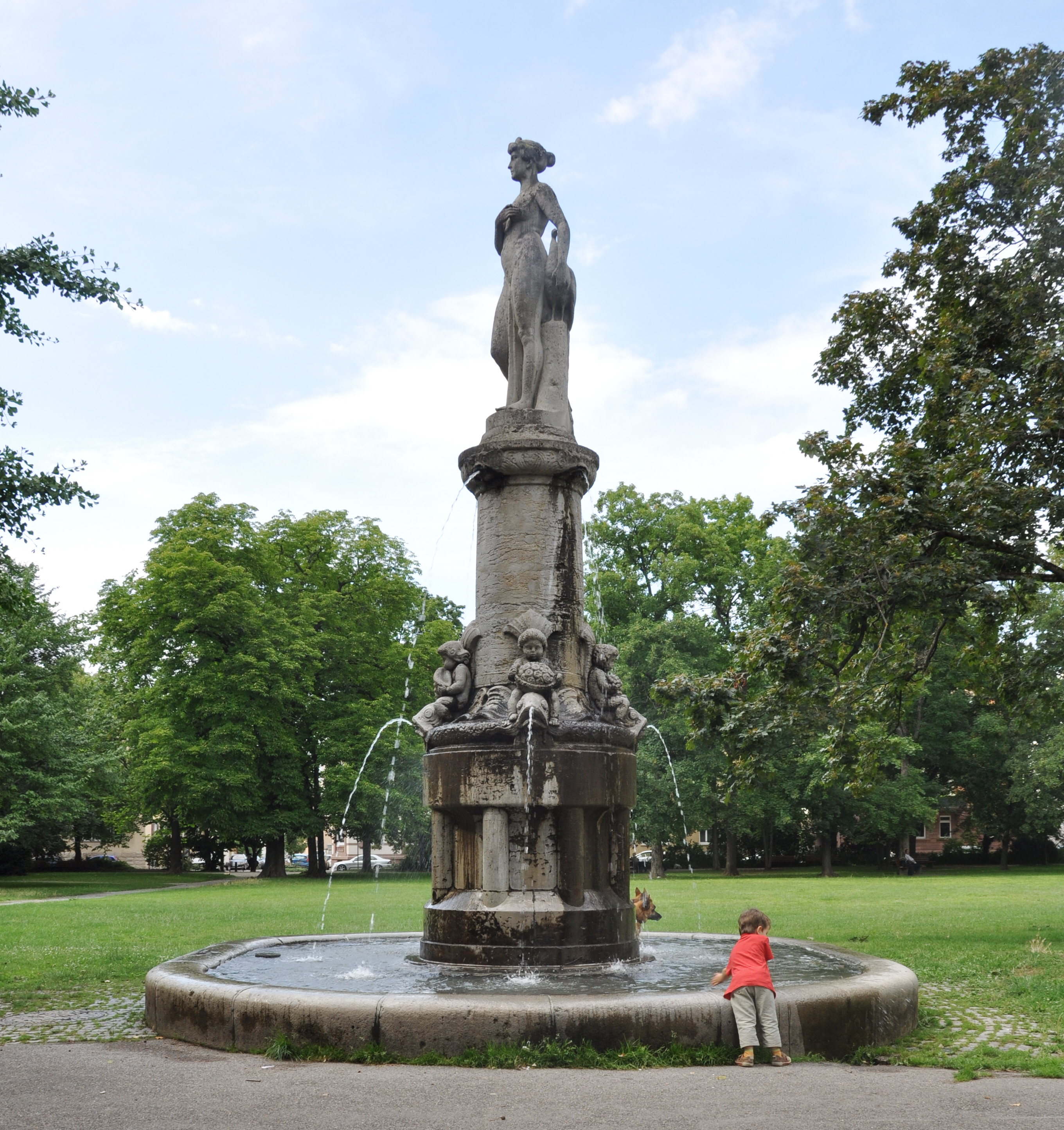
Junobrunnen

Emil Kiemlen stiftete 1910 den Juno-Brunnen im Unteren Kurpark anlässlich der Eingemeindung Cannstatts nach Stuttgart. 1934 wurde der Lautenschläger-Brunnen von Jakob Clement geschaffen.
Im östlichen Teil des Oberen Kurgartens steht der Daimlerturm, der 1892/93 aus Travertin gebaut und in den 1930er Jahren auf 15 m Höhe aufgestockt wurde. Der denkmalgeschützte Aussichtsturm kann am Tag des offenen Denkmals bestiegen werden.
Die Allee im Unteren Kurpark wurde 1958–1961 zu einer Liegewiese umgestaltet.
1974 wurde der ehemalige Garten der Daimlervilla in den Kurpark integriert. Im ehemaligen Gartenhäuschen befindet sich heute die Gottlieb-Daimler-Gedächtnisstätte. Von der Villa bestehen nur noch ein paar Grundmauern. Im Daimlergarten steht ein ehemaliger Unterstand der ersten mit Motor betriebenen Straßenbahn, die vom Kursaal zum Wilhelmsplatz fuhr.
Im Unteren Kurpark steht eine Büste von Robert Stolz, der im Kurpark vor dem Ersten Weltkrieg zeitweilig Kapellmeister war.
1986 gestaltete Ingrid Seddig die Bronzeskulptur im Unteren Kurpark zur Erinnerung an die Heimatvertriebenen.
Die Pergola im Unteren Kurpark wurde von Schülern des Johannes-Kepler-Gymnasiums mit selbstgemachten Kacheln gestaltet.

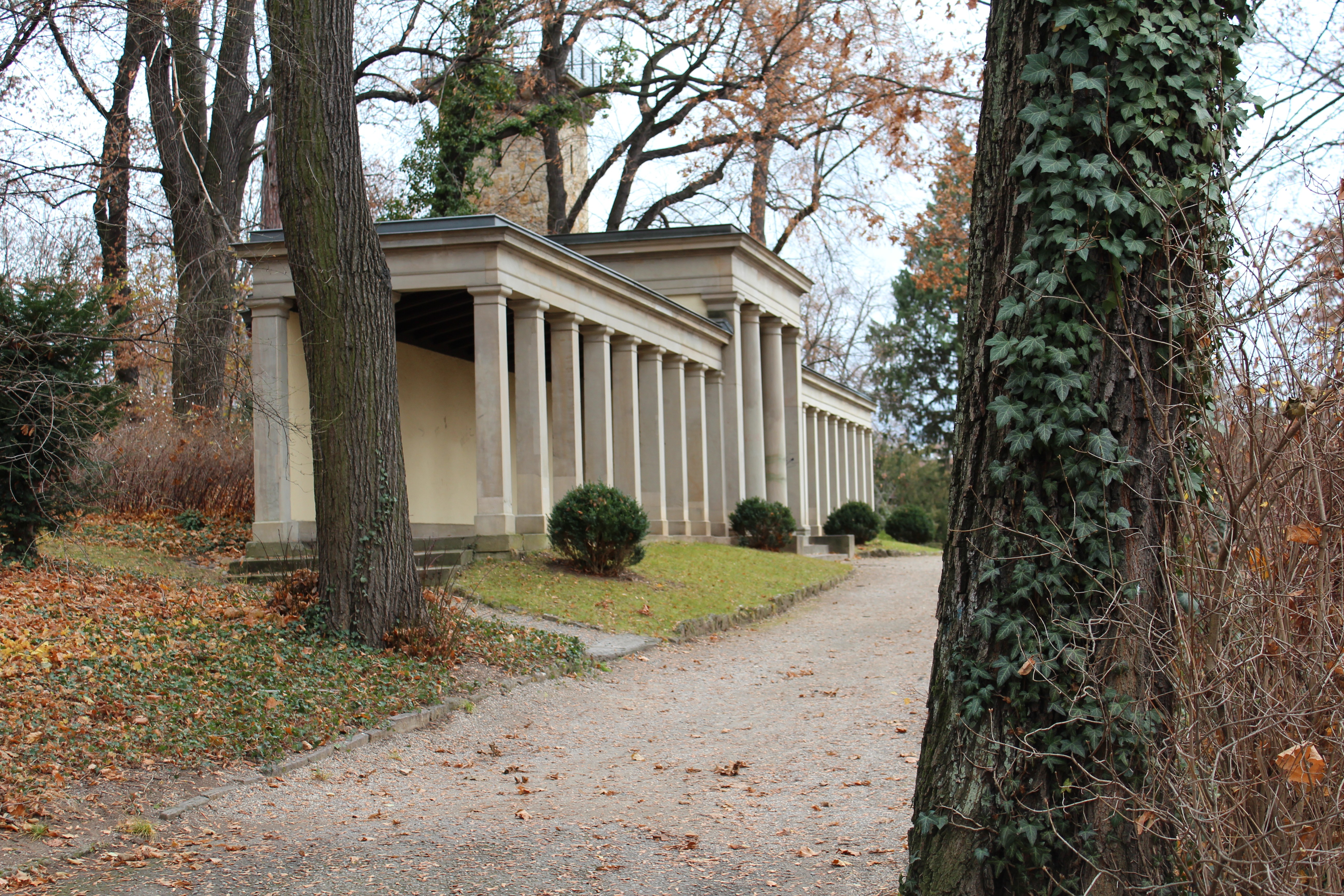
Wandelhalle im Kurpark Bad Cannstatt
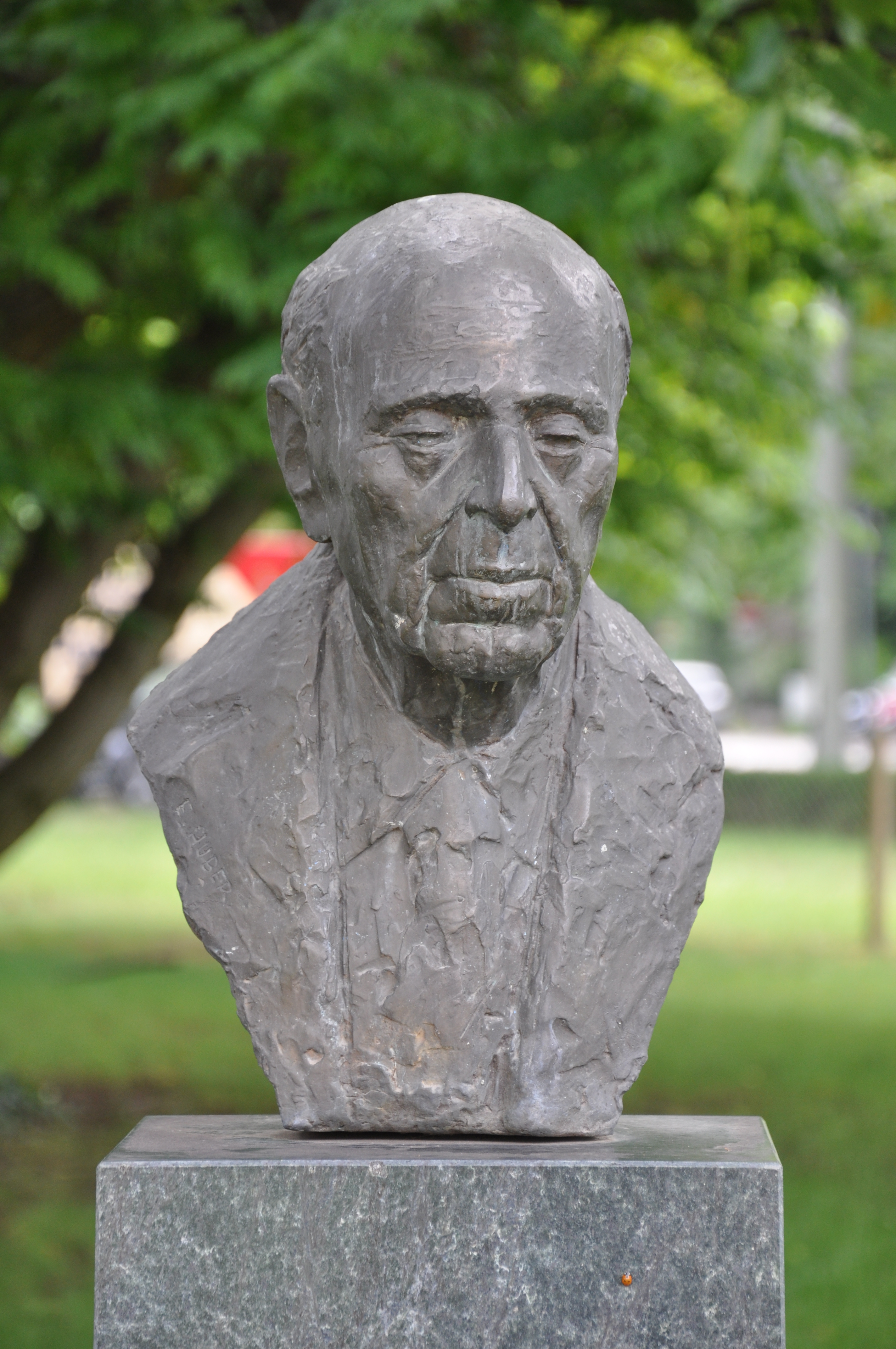
Büste Robert Stolz
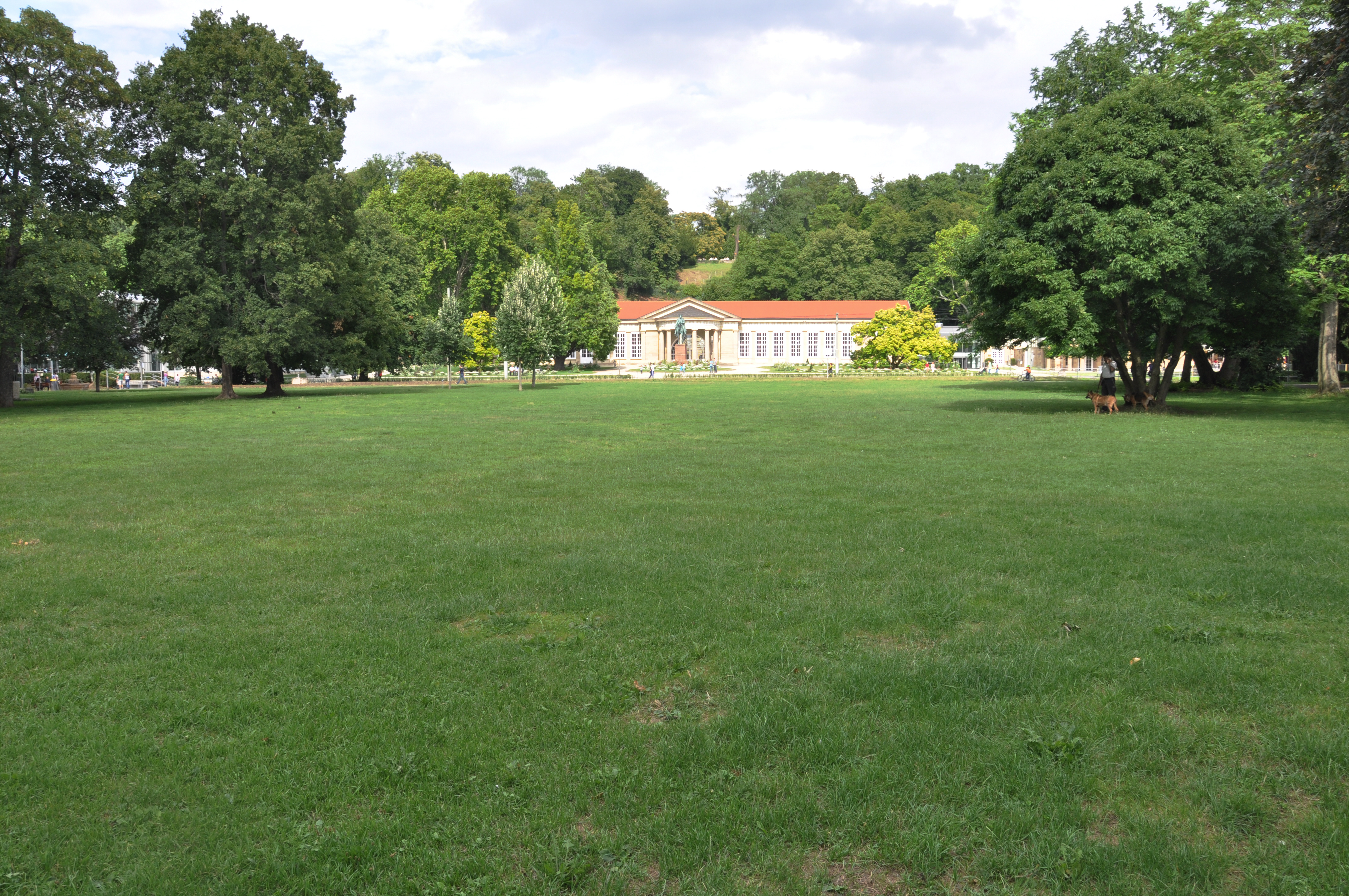
Unterer Kurpark
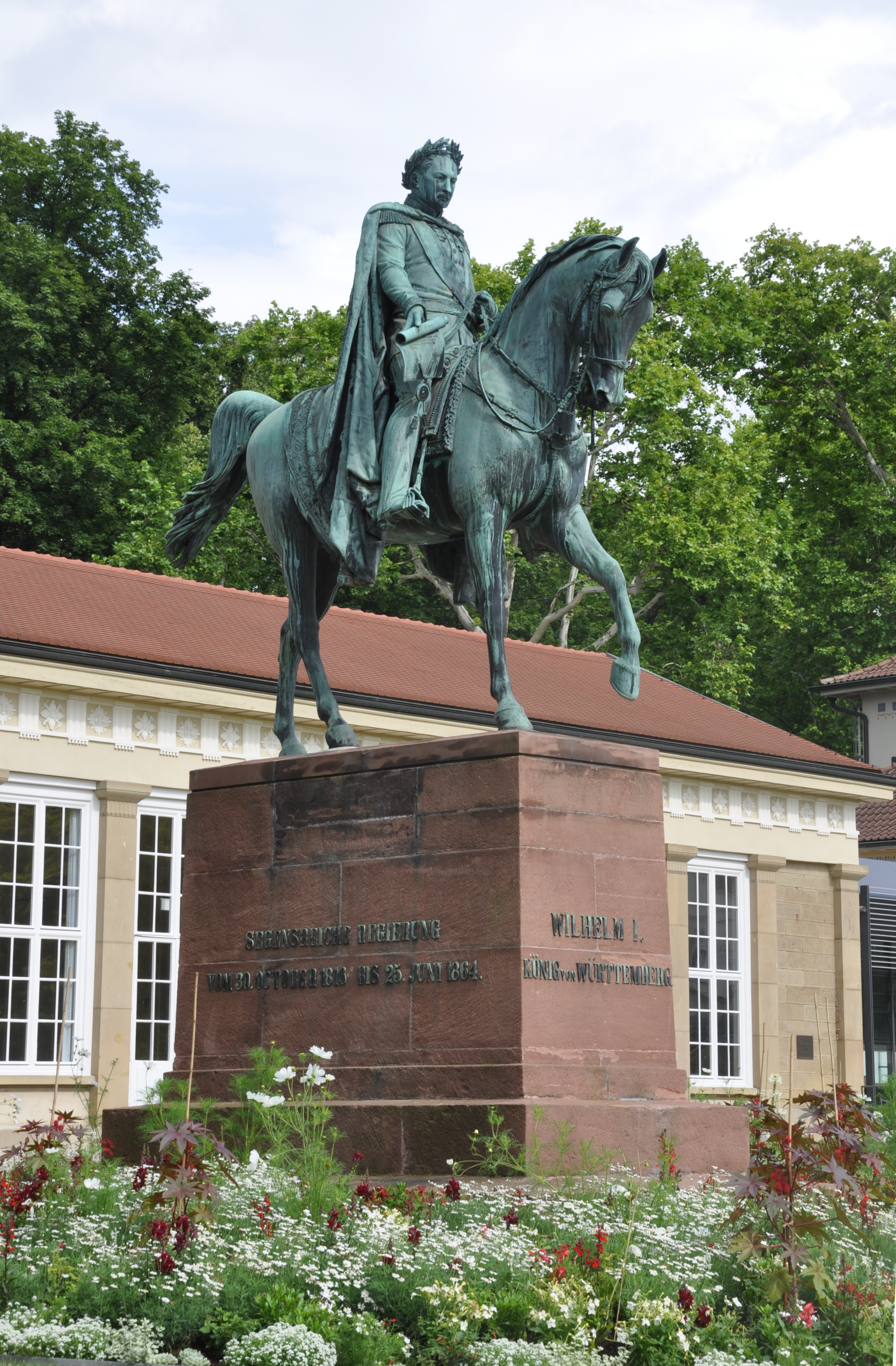
Reiterskulptur Wilhelms I.
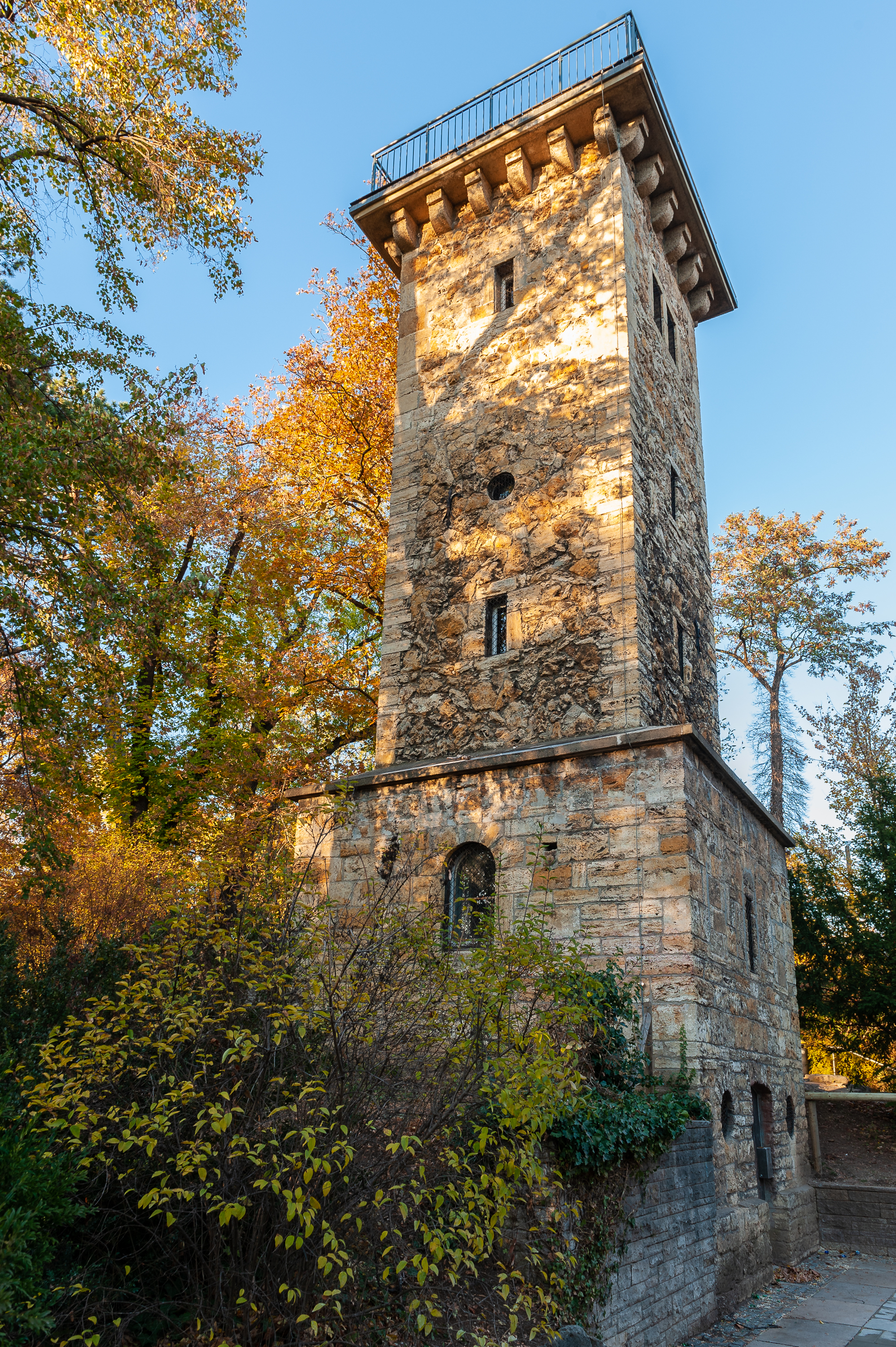
Daimlerturm
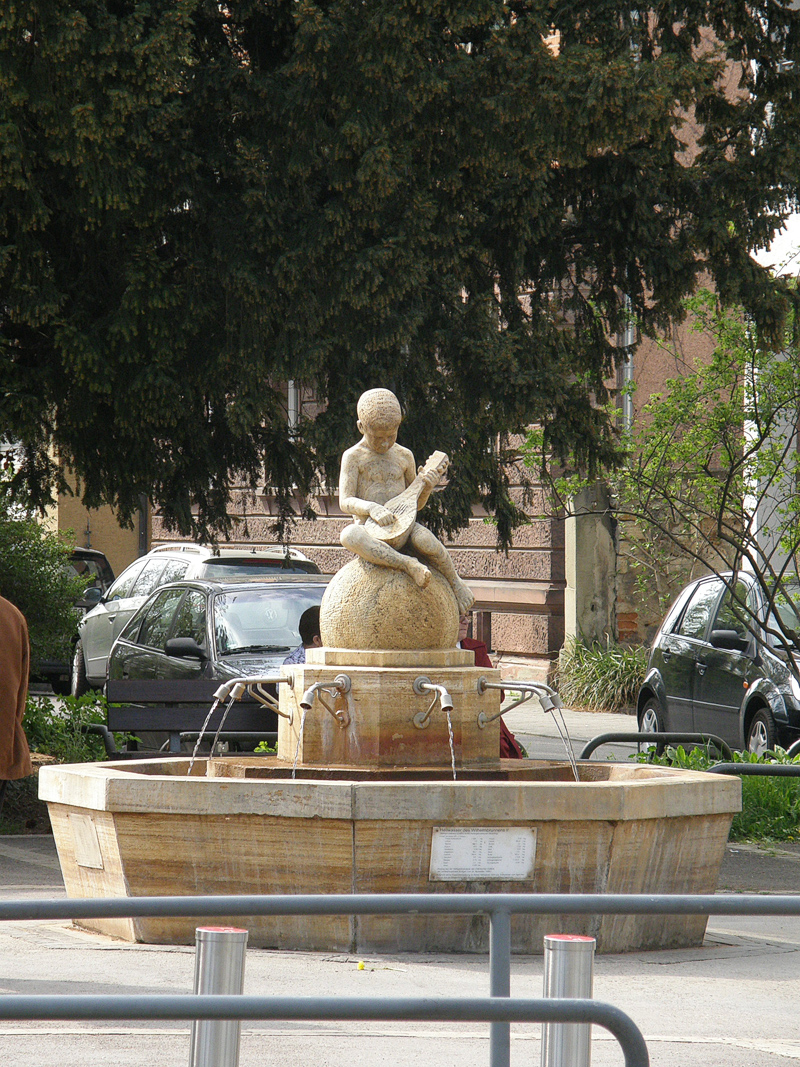
Lautenschlägerbrunnen
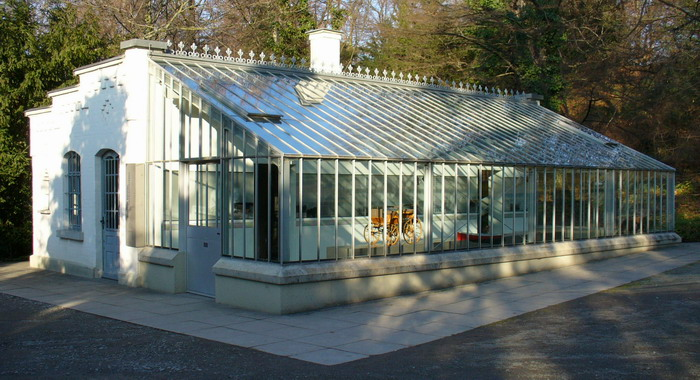
Gottlieb-Daimler-Gedächtnisstätte
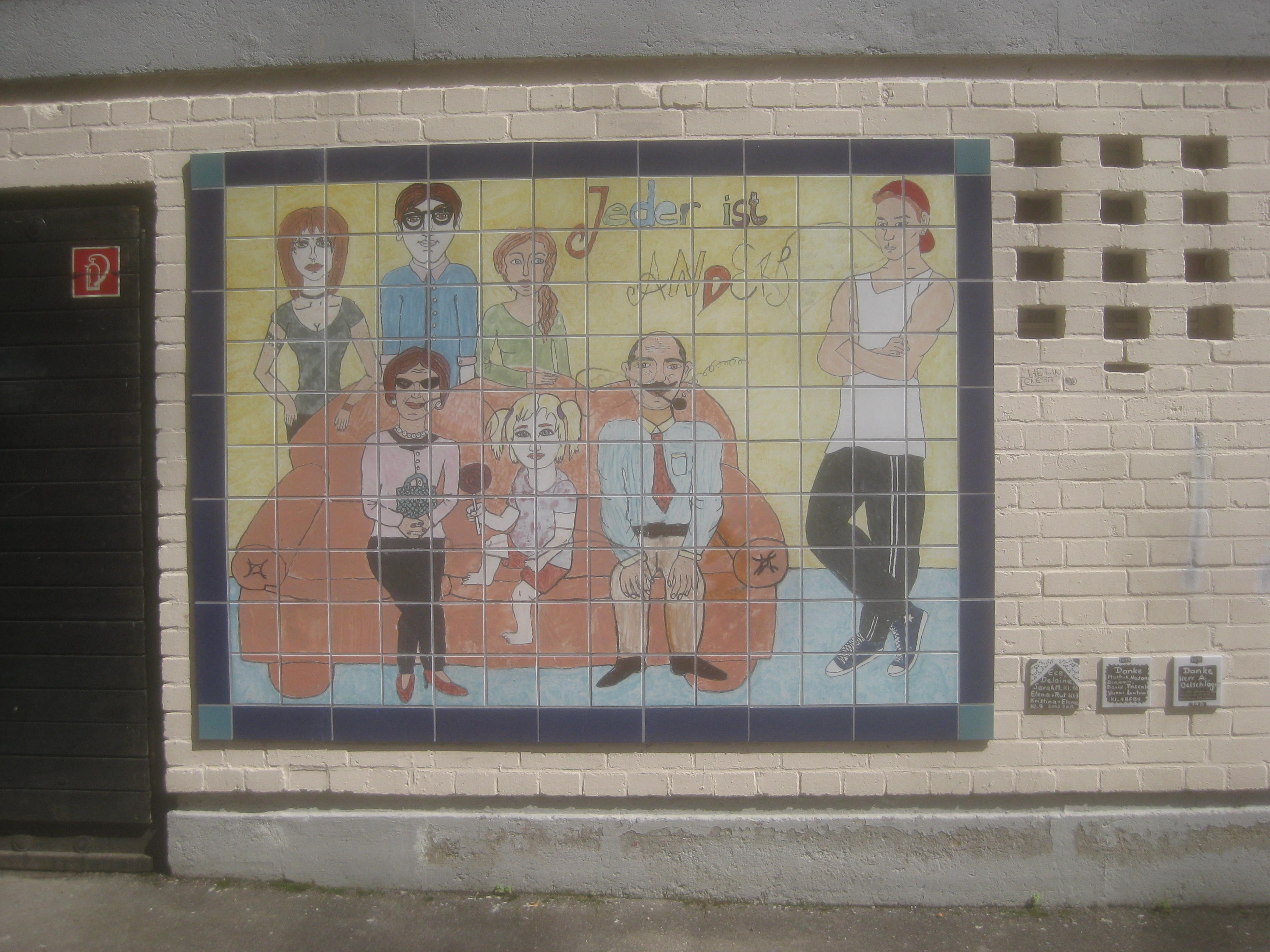
Kacheln der Schüler des Johannes-Kepler-Gymnasiums